# Karl Heinzen
Karl Peter Heinzen (né le 22 février 1809 à Grevenbroich et mort le 12 novembre 1880 à Boston) est un radical démocrate allemand connu pour avoir théorisé en 1848 la première doctrine cohérente du terrorisme dans son essai « Der Mord » (« Le meurtre »).
Faisant l'apologie du terrorisme, Heinzen va au-delà du tyrannicide et justifie de prendre la population pour cible légitime, et non seulement les gouvernants.

## Citation
« Si vous devez faire sauter la moitié d’un continent et répandre un bain de sang pour détruire le parti des barbares, n’ayez aucun scrupule de conscience. Celui qui ne sacrifierait pas joyeusement sa vie pour avoir la satisfaction d’exterminer un million de barbares n’est pas un véritable républicain. »